# Overwinningsmedaille (Cuba)
De Overwinningsmedaille, (Spaans: "Medalla de la Victoria") indertijd ook wel "Intergeallieerde Medaille 1914-1918" of, vanwege de tekst die in veel geallieerde landen op de keerzijde verscheen "Medaille van de Oorlog voor de Beschaving" genoemd, is de Cubaanse Intergeallieerde Medaille die na de overwinning in de Eerste Wereldoorlog aan veteranen werd uitgereikt.
De Cubanen verklaarden op dezelfde dag als de Verenigde Staten de oorlog aan Duitsland en op 6 december 1917 ook aan Oostenrijk - Hongarije. Hun overwinningsmedaille werd op 10 juni 1922 in Decreet 905 ingesteld door president generaal Mario García Menocal. De medaille werd toegekend aan alle burgers, soldaten, onderofficieren, officieren en matrozen die tussen de dag van de oorlogsverklaring op 7 april 1917 en 13 januari 1919 in militaire dienst of in dienst van de Cubaanse strijdkrachten waren. Ook artsen en verplegend personeel in de veldhospitalen en ziekenzorg aan het front kwamen voor de medaille in aanmerking.
Cuba was militair niet belangrijk, maar deze nauw aan de Verenigde Staten gelieerde bananenrepubliek was wel een belangrijke basis bij het bestrijden van Duitse onderzeeboten in de Caraïbische wateren en de Golf van Mexico. Cuba mobiliseerde 25000 militairen maar deze konden niet meer worden ingezet aan het front in Afrika of Europa.
De Cubaanse medaille werd in Frankrijk geslagen bij de Etablissements Chobillon. Zij leverden 6 000 of 7.000 medailles.
Van deze vrij zeldzame medaille bestaan oude en moderne kopieën die iets afwijken van het origineel.
Op het revers van kostuums werd ook een kleine knoopsgatversiering in de kleuren van het lint gedragen. Op rokkostuums droeg men een miniatuur, een verkleinde versie van de medaille aan een klein lint of een kleine ketting. Op uniformen werd een baton gedragen.

## De Cubaanse medaille

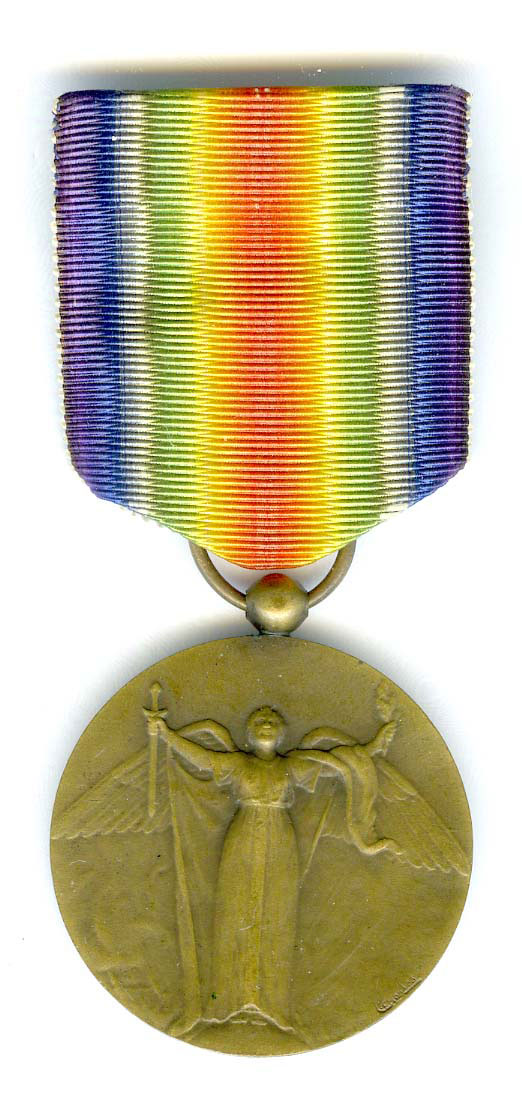
Voorzijde

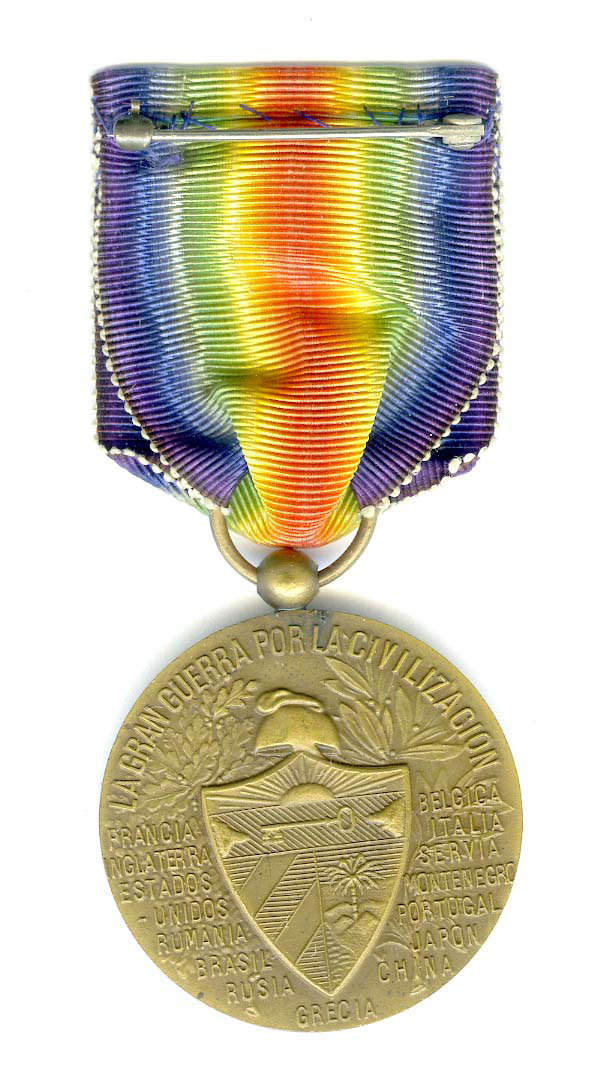
Keerzijde

De ronde bronzen medaille werd door Charles Charles ontworpen. Op de voorzijde is een gevleugelde Godin van de Overwinning afgebeeld. Zij houdt een zwaard in de rechterhand. In de linkerhand houdt zij een fakkel. Op de keerzijde staat "LA GRAN GUERRA POR LA CIVILIZACION" boven het Cubaanse wapen met rechts en links daarvan de namen van de bondgenoten in wat toen de "Great War" werd genoemd; rechts staan BELGICA, ITALICA, ESTADOS UNIDOS, RUMANIA, BRASIL en RUSIA. Onder het schild staat GRECIA. Links staan BELGICA, ITALIA, SERVIA, MONTENEGRO, PORTUGAL, JAPON en CHINA.
De achtergrond is gevormd door lauweren en eikenbladeren in laagreliëf.
De medaille werd aan een lint in de kleuren van de regenboog op de linkerborst gedragen.